# Tập đoàn Tam Lộc
Tập đoàn Tam Lộc (tiếng Trung Quốc: 三鹿集团; tên giao dịch tiếng Anh: SanLu Group) từng là tập đoàn sản xuất và kinh doanh sữa đứng thứ 3 ở Trung Quốc trong đó tập đoàn sữa Fonterra, một công ty sữa của New Zealand sở hữu 43% cổ phần. Đây là tập đoàn có sản phẩm sữa Tam Lộc bị nhiễm melamine trong vụ bê bối sữa ở Trung Quốc năm 2008 làm gần 53.000 trẻ em đã bị bệnh, hơn 12.800 trẻ phải nằm viện, và 4 trẻ bị chết, với nguyên nhân là sỏi thận và suy thận. Tập đoàn này là một trong 22 công ty sữa của Trung Quốc bị phát hiện đã thêm hóa chất công nghiệp melamine vào sản phẩm sữa.

## Phá sản
Sau vụ bê bối này, nhiều báo chí đã lên tiếng, nhiều đơn kiện đã được gửi đi. Tòa án thành phố Thạch Gia Trang, tỉnh Hà Bắc, Trung Quốc đã tuyên bố tập đoàn Tam Lộc đã phá sản. Tòa án đã chỉ định một ủy ban có trách nhiệm bán tài sản của Tam Lộc để chi trả các khoản nợ của tập đoàn này trong thời gian 6 tháng.
Tập đoàn Tam Lộc bị thiệt hại nặng nề do ảnh hưởng từ vụ sữa nhiễm melamine vào tháng 8, tình hình tài chính của công ty xuống dốc liên tục từ khi việc sữa nhiễm độc được công bố vào tháng 9 năm 2008. Từ đó đến nay, hàng chục cá nhân đã nộp đơn kiện Tam Lộc và đòi công ty phải bồi thường.